# Силва, Жадсон Меемиас
Жа́дсон Мее́миас де Оливе́йра да Си́лва, более известный как просто Жа́дсон Си́лва (порт. Jadsom Meemyas de Oliveira da Silva; род. 20 мая 2001 года в Ресифи) — бразильский футболист, опорный полузащитник клуба «Ред Булл Брагантино».

## Биография
Жадсон Силва — воспитанник клуба «Спорт Ресифи». К основному составу стал привлекаться в 2018 году, но за взрослую команду дебютировал 3 февраля 2019 года в рамках чемпионата штата Пернамбуку. «Спорт» на выезде обыграл со счётом 2:0 «Америку». Жадсон вышел на замену на 71 минуте. Эта игра так и осталась единственной в активе футболиста за родной клуб. Вскоре он подписал контракт с «Крузейро» до 2024 года. 28 июля игрок дебютировал в бразильской Серии A, выйдя на замену Ариэлю Кабралю на 60 минуте. «Крузейро» уступил «Атлетико Паранаэнсе» со счётом 0:2. До конца сезона Жадсон на поле больше не появлялся, а его команда вылетела из высшего дивизиона.
В 2020 году Жадсон стал игроком основного состава клуба из Белу-Оризонти, регулярно выходя на поле в матчах Лиги Минейро и Серии B. Клубу не удалось побороться за возвращение в Серию A, перед игроками и персоналом возникли финансовые задолженности. Жадсон подал иск против «Крузейро». В феврале 2021 года «лисы» объявили о продаже игрока в клуб Серии A «Ред Булл Брагантино» за 5,4 млн реалов — это позволило несколько стабилизировать финансовое положение «Крузейро» и закрыть проблему задолженности.
Жадсон довольно быстро влился в основу «Масы Бруты». В 2021 году «Ред Булл Брагантино» впервые в своей истории вышел в финал международного турнира — Южноамериканского кубка. Жадсон в этой кампании сыграл в 10 матчах своей команды из 13.

## Достижения
- Финалист Южноамериканского кубка (1): 2021